# Sonny Johansson
Sonny Johansson (* 17. Oktober 1948) ist ein ehemaliger schwedischer Fußballspieler. Nach dem Ende seiner aktiven Karriere war der Stürmer, der dreimal für die schwedische Nationalmannschaft auflief, zeitweise als Trainer tätig.

## Werdegang
Johansson begann mit dem Fußballspielen bei BK Kendora. Von dort wechselte er zu Landskrona BoIS in die zweitklassige Division 2 Södra Götaland. Mit dem Klub erreichte er am Ende der Spielzeit 1970 als Staffelsieger vor Helsingborgs IF die Aufstiegsrunde, in der die Mannschaft nach einem Sieg gegen Sandvikens IF sowie Unentschieden gegen IFK Luleå und Skövde AIK als Tabellenerster in die Allsvenskan aufstieg. In der Aufstiegsrunde trat er als Torschütze in Erscheinung.
In der schwedischen Eliteserie etablierte sich Johansson auf Anhieb als regelmäßiger Torschütze und führte die Mannschaft in der Spielzeit 1971 mit neun Toren als dritter der Torschützenliste auf den sechsten Rang. Im Sommer des folgenden Jahres erreichte er mit Landskrona BoIS an der Seite von Roger Karlsson, Claes Cronqvist, Torbjörn Lindström und Dan Brzokoupil das Pokalfinale gegen IFK Norrköping, das durch Tore von Cronqvist und dem zweifachen Torschützen Lindström durch einen 3:2-Erfolg nach Verlängerung entschieden wurde und zum ersten Titelgewinn in der Vereinsgeschichte führte. Im anschließenden Europapokal der Pokalsieger 1972/73 scheiterte die Mannschaft trotz eines Tores von Christer Lindgren ach einem 1:0-Erfolg und einer 0:3-Niederlage in der ersten Runde an Rapid Bukarest.
Auch in den folgenden Jahren platzierte Johansson sich im vorderen Bereich der Torschützenliste. In den Spielzeiten 1974 und 1976 erreichte er mit dem Klub als Tabellenvierter jeweils das bis dato beste Ergebnis der Vereinsgeschichte. Dabei stellte er im Jahr 1974 mit 16 Saisontoren einen persönlichen Rekord auf. Es dauerte jedoch bis 1977, ehe er von Nationaltrainer Georg Ericson erstmals in der Nationalmannschaft berücksichtigt wurde. Am 15. Juni des Jahres debütierte er bei der 1:2-Niederlage gegen die dänische Nationalmannschaft an der Seite von Olle Nordin im Sturm. Beim folgenden Länderspiel am 20. Juli gegen Island gelang ihm beim 1:0-Erfolg der spielentscheidende Treffer.
Im Laufe Johanssons aktiven Karriere wurde über das Interesse mehrerer europäischer Klubs wie Hamburger SV, Grasshoppers Zürich, Fortuna Köln, den Bosch, Twente Enschede und Royal Daring berichtet, bei AZ’67 absolvierte er ein Probetraining. Letztlich kam kein Wechsel ins Ausland zustande, so dass er einer der erfolgreichsten Torschützen der Allsvenskan in den 1970er Jahren war. Seine bis zum Karriereende für Landskrona BoIS in 17 Spielzeiten bestrittenen 637 Spiele stellen einen Vereinsrekord dar, zudem ist er mit 309 erzielten Toren zweitbester Torschütze.
1997 übernahm Johansson das Traineramt bei seinem langjährigen Klub, der mittlerweile in der drittklassigen Division 2 Södra Götaland antrat. Nach dem Aufstieg in die Zweitklassigkeit am Ende der Spielzeit war er bis 1999 im Amt. Später übernahm er den Trainerposten bei seinem unterklassig antretenden Heimatverein BK Kendora.